# Джак Уедърфорд
Джак Уедърфорд (на английски: Jack Weatherford) е американски учен (антрополог, политолог, монголист, етнограф) и автор на научна и популярна литература.

## Кратка биография
Той е най-голямото от 7 деца в семейството на Алфред Грег Уедърфорд и Анна Рут в Колумбия, Южна Каролина. Поради професията на бащата – сержант в армията на САЩ, семейството се мести често в разни градове. Сега Уедърфорд пътува между Монголия и Южна Каролина, където живее семейството му.
Завършва Университета на Южна Каролина през 1967 г. с бакалавърска степен по политология. Получава магистърска степен по социология от Университета на Южна Каролина (1972) и по антропология (1973). Защитава докторска степен по антропология в Калифорнийски университет, Сан Диего през 1977 г. Продължава с постдокторски труд по политически изследвания в Института по политически науки на университета „Дюк“.
Бил е професор по антропология в частния хуманитарен Колежа „Макалистър“ в Сейнт Пол в щата Минесота. Професор Уедърфорд има прояви също в радио и телевизионни предавания в областта на политологията.
Най-известен е с книгата си „Чингиз хан и създаването на съвременния свят“. Неговата книга „История на парите“ (Crown Publishers) е избрана за книга на месеца от „Book of the Month Club“. Книгата му „История на парите“ е преведена на български от преводача Боян Дамянов.
Книгите на Джак Уедърфорд печелят наградата на Минесота през 1989 и 1992 г. Получава награда от Американската антропологическа асоциация (1992) и наградата на масмедиите на Националната конференция „Общество и правосъдие“ (1994).
От края на XX век изучава и публикува материали по културата и историята на Монголия, за което получава високо признание от тази страна. През 2006 г. е награден с Ордена на Полярната звезда – най-високото отличие за чужденци в Монголия. Удостоен с почетна заповед от Министерството на външните работи на Монголия и медал от президента на Монголия през 2010 г.

## Публикации

### Книги
- 2010 The Secret History of the Mongol Queens: How the Daughters of Genghis Khan Rescued His Empire. Crown.
- 2004 Genghis Khan and the Making of the Modern World. New York: Crown Publishers.
- 1997 История на парите. (The History of Money) New York: Crown Publishers.
Paperback edition: New York: Three Rivers Press (1998).
германско издание: Zurich, Switzerland: Conzett Verlag.
испанско издание: Santiago, Chile: Andres Bello Editorial (1999).
шведско издание: Stockholm, Sweden: Leander & Malmsten (1998)
китайско издание: Hong Kong: Business Weekly Press. (1998).
португалско издание: São Paulo, Brazil: Publico-alvo (1999).
- 1994 Savages and Civilization: Who Will Survive? New York: Crown Publishers. Paperback edition: New York: Ballantine (1995).
- 1991 Native Roots: How the Indians Enriched America. New York: Crown Publishers. Paperback edition: New York: Ballantine, 1992.
- 1988 Indian Givers: How the Indians of the Americas Transformed the World. New York: Crown Books. Paperback edition: New York: Ballantine, 1989.
италианско издание: Gli Indiani Ci Hanno Dato. Milan: Ugo Mursia Editore SpA., 1993.
френско издание: Ce Que Nous Devons Aux Indiens D'Amerique. Paris: Albin Michel Publishers, 1993.
германско издание: Das Erbe der Indiander: Wie die neue Welt Europa verdndert hat. Munich: Eugen Diederichs Verlag, 1995.
японско издание: Tokyo: Papyrus Publishers, 1996.
испанско издание: Santiago, Chile: Andres Bello Editorial.
- 1987 Narcoticos en Bolivia y los Estados Unidos. La Paz, Bolivia: Los Amigos del Libro.
- 1986 Porn Row. New York: Arbor House. Japanese edition: Tokyo: Kousaido Shuppan, 1989.
- 1981 Tribes on the Hill. New York: Rawson-Wade (Scribners). Revised editions: South Hadley, Massachusetts: Bergin & Garvey, 1985.

### Статии
- 2010 „The Wrestler Princess“, Lapham's Quarterly[1]
- 2006 „Restoring Order: Conquering Iraq in the 13th and 21st Centuries. Could Genghis Khan teach the US?“ [неработеща препратка], The Asia-Pacific Journal: Japan Focus, January 7, 2006. The Los Angeles Times, December 29, 2006.
- 2005 „The Women Who Ruled the Mongol Empire“, Globalist Document – Global History, June 20, 2005
- 2000 „Peniaze a pad Rmmskej rm?e“, OS: Fsrum Ob ianskej Spolo nosti, Bratislava, Slovakia, June.
- 2000 „A Scholarly Quest to Understand Genghis Khan“, The Chronicle of Higher Education. April 14, page B10. Also serialized in The Mongol Messenger April – 26 May 3, 2000.
- 2000 „Blood on the Steppes: Ethnicity, Power, and Conflict in Central Asia“, Conformity and Conflict, James P. Spradley & David W. McCurdy (ed.), Boston: Little, Brown.
- 1998 „Our Money, Our Selves“, Anthropology Newsletter, April.
- 1997 „Money and Change in World Perspective“, General Anthropology, III-2, Spring.
- 1996 „Impact of American Indian Civilizations on Europe and the World“, The Encyclopedia of the American Indian, Frederick E. Hoxie (ed.). Boston: Houghton Mifflin Company.
- 1994 „Cultural Chaos and the Crisis of Civilization“, Anthropology Newsletter, October.
- 1994 „Kinship and Power on Capitol Hill“, Conformity and Conflict, James P. Spradley & David W. McCurdy (editors), Boston: Little, Brown & Co.
- 1994 „Producing a Trade Book“, Media Anthropology: Informing Global Citizens, Susan L. Allen (editor). Westport, CT: Bergin & Garvey.
- 1993 „Cultural Castaways“, Icarus, Summer, 11.
- 1993 „Tribal Politics in Washington“, Political and Legal Anthropology Review, Vol 16, # 1.
- 1992 „Wie die Indianer die Welt verdnderten“, Entwicklung, Nr. 37, July.
- 1991 „Indian Season in American Schools“, The Social Studies.
- 1987 „Cocaine and the economic deterioration of Bolivia“, Conformity and Conflict, James P. Spradley & David W. McCurdy (eds.), Boston: Little, Brown & Co.
- 1987 „Big Men on Capitol Hill“, Conformity and Conflict, James P. Spradley & David W. McCurdy (eds.), Boston: Little, Brown & Co.
- 1987 „Language in Political Anthropology“, Power and Discourse, Leah Kedar (ed.), Norwood, New Jersey: Ablex Publishers.
- 1987 „Tribes on the Hill: Kinship and Politics in the United States Congress“, Cultural Anthropology, Serena Nanda, Belmont, California: Wadsworth Publishing.
- 1986 „Die Zerr

### Рецензии
- 1998 New Worlds for All: Indians, Europeans, and the Remaking of Early America By Colin G. Calloway. The William and Mary Quarterly.
- 1997 Hamilton's Blessing: The Extraordinary Life and Times of Our National Debt by John Steele Gordon. Civilization, February, 1997.
- 1996 O Brave new Words! Native American Loanwords in Current English, by Charles L. Cutler. Plains Anthropologist, May.
- 1992 In the Spirit of the Earth: Rethinking History and Time by Calvin Martin Luther. Hungry Mind Review, Winter.
- 1991 Culture and Truth: The Remaking of Social Analysis, by Renato Rosaldo. Native American Quarterly.
- 1991 District Leaders by Rachel Sady. American Anthropologist, Vol 93, #3, September.
- 1989 The Hold Life Has: Coca and Cultural Identity in an Andean Community by Catherine Allen. Anthropological Quarterly.
- 1989 Cocaine: White Gold Rush in Peru by Edmundo Morales. Anthropologica. 31:1.
- 1986 Political birds of Guatemala, Hungry Mind Review, I.

### Други
- 1999 „Mongolerna? svker sin plats i vdrldsekonomin“, Dolly, April.
- 1999 „The Mongols from the Silk Route to Cyberspace“, Udriin Sonin, Ulaanbaatar, Mongolia, May 4.
- 1998 „Cash in a Cul-De-Sac“, Discover, October, 19, 10.
- 1998 „Euron redan gammalmodig ndr pengarna blir digitala“ (The Euro will already be out dated when cash goes digital), Stockholm, Sweden: Dolly. August I, 1.
- 1998 „Let Common Cents Prevail on Wall Street“, The Wall Street Journal, March 26.
- 1998 „Money Talks. Here's What It Says About Us“, Washington Post, January 4.
- 1997 „How Rome built a new ballpark“, Star Tribune, Feb 9.
- 1997 „The Plastic curtain“, The Washington Post, Feb 18.
- 1997 „Dump Bronze Age bucks for electronic money“, USA Today, April 24.
- 1994 „Tribal people could teach us civilization“, St. Paul Pioneer Press, Mar 17.
- 1994 „US policy on rights hypocritical“, Boston Herald, Feb 15.
- 1994 „Captain Cook's Legacy“, Los Angeles Times, January 18.
- 1994 „What a year for the Natives“, Minneapolis Star Tribune, January 21.
- 1992 „The Grand Exchange Map“ (Senior Consultant), National Geographic, February.
- 1992 „Among the Gifts of Native America“, Native Peoples, Fall.
- 1992 „A Veterans Day salute to dreams deferred“, San Francisco Examiner, November 9.
- 1992 „Religious Freedom still eludes Native Americans“, Star Tribune, Feb 20.
- 1991 „Preserving our nation's past to protect its future“, The Miami Herald, Sunday April 14.
- 1990 „Image and Idea in Nonfiction“, A View from the Loft, Vol 13, #2. September.
- 1989 „Thanksgiving Menu Subject to Change“, Detroit News, November 23, 1989.
- 1989 „Honoring Columbus honors legacy of slave-trading, genocide“, St. Paul Pioneer Press Dispatch, Oct. 10; Baltimore Sun, Oct. 6, Toronto Sun, Oct 12.
- 1989 „The real drug war is in the U.S.“, Atlanta Constitution, Sept. 27.
- 1989 „Indians and the 4th.“, The Evening Sun, Baltimore, July 4.
- 1988 „The World Owes a Debt to the Indian Givers“, Detroit News, Nov. 24. Also published as "American Indians were the World's Greatest Farmers“, In Cleveland Plain Dealer, November 24, 1988.
- 1981 „Capitol Hill Clans“, The New York Times, Sunday, December 13.
- 1981 „Playing tribal politics in Congress“, Rocky Mountain News, Denver, Colorado. Dec 6.